# Samarî, Ratne
Samarî (în ucraineană Самари) este localitatea de reședință a comunei Samarî din raionul Ratne, regiunea Volînia, Ucraina.

## Demografie
Componența lingvistică a localității Samarî
     Ucraineană (99,09%)
     Alte limbi (0,91%)
Conform recensământului din 2001, majoritatea populației localității Samarî era vorbitoare de ucraineană (99,09%), existând în minoritate și vorbitori de alte limbi.